# 约什·哈雷尔森
约什·道格拉斯·哈雷尔森（英語：Josh Douglas Harrellson，1989年2月12日—）為美国男子篮球运动员，他在2011年NBA选秀第2轮第15顺位被新奥尔良黄蜂选中。2023年9月哈雷尔森取得日本國籍，並以歸化球員身分加入佐賀氣球。

## 外部連結
- 约什·哈雷尔森在fiba.basketball（英语）
- 约什·哈雷尔森在NBA官網（英语）
- 约什·哈雷尔森在VTB聯賽官網（英语）
- 约什·哈雷尔森在俄羅斯籃球協會官網（俄语）
- 约什·哈雷尔森在中国男子篮球职业联赛官網
- 约什·哈雷尔森在B.LEAGUE官網（日语）
- 约什·哈雷尔森在Basketball-Reference.com（NBA）（英语）
- 约什·哈雷尔森在Basketball-Reference.com（國際）（英语）
- 约什·哈雷尔森在Sports-Reference.com（NCAA）（英语）
- 约什·哈雷尔森在Eurobasket.com（球員）（英语）
- 约什·哈雷尔森在Proballers（英语）
- 约什·哈雷尔森在RealGM（球員）（英语）